# 残酷飢餓大陸
『残酷飢餓大陸』（ざんこくきがたいりく）は、1973年に製作された日本のドキュメンタリー映画。ニラサワ・フィルム・ゼネラル・ワーク製作、東映洋画配給。
当時、想像もつかない程の干ばつに襲われ、600万人の人間と動物が飢餓状態に直面しているといわれた西アフリカの惨状をオールロケでカメラに納めたドキュメント。国連のアフリカ委員会が「問題が2ヵ月以内に解決されなければ、600万人が餓死するかも知れない」と発表し、先進国に救援を求め、家畜や人間までも餓死寸前と日本のマスメディアでも報道され、週刊誌なども「近い将来世界的に食糧危機が訪れる」などと特集記事を組んでいた。サブタイトルに「西アフリカ救援キャンペーン映画」と銘打ち、製作発表時の横断幕にも大きくそう書かれた。

## スタッフ
- 監督：井出昭・坂野義光
- 撮影：伊藤正治・塩田敦也

## 製作
1971年8月に東映社長に就任した岡田茂は「儲かるものなら何でもやれ！」と社員に檄を飛ばし、社員に映画以外の商売を積極的にさせたが、この方針を受け、岡田と東映洋画部の鈴木常承部長が、当時の西アフリカの干ばつに「絶対に絵になる」と目を付けた。製作会見では鈴木が「商売にもなり、救援キャンペーンの一助にもなるもってこいの素材だ」等と話し、岡田も「任侠映画、ポルノ路線と東映の作品は批判されるが、このように世界的な問題にも取り組むわけで、これも今後の東映の一つの路線としたい」等と話した。井出昭監督が同じ企画を立てていたことから意見の合意をみて製作が決定した。製作のニラサワ・フィルムは井出監督で1969年に『断絶の世界』という同種のドキュメンタリー映画を作っていた。井出は他に『血と涙と墓場』『地球を喰う』などのドキュメンタリーを撮っていた。東映洋画は、当時東京都内で二館だけのポルノ洋画封切り館だった丸の内東映パラスと新宿東急で、1971年12月に『世界残酷2000年』等を公開しており、東映の基本路線はエロと暴力映画であるが、1962年にヤコペッティ監督の『世界残酷物語』が日本で公開されて以降、残酷ものが日本でも流行し、固定ファンがある程度あった。スタッフは全部で4人で、製作費3000万円。

### 撮影
井出昭監督と坂野義光監督、伊藤正治と塩田敦也カメラマン4人が1973年6月23日、一旦フランス・パリに行き、現地の状況を調べた後、アフリカ大陸に渡り、約2ヵ月アフリカのナイジェリア、チャド、セネガル、マリ、オートボルタ、ニジェールの7ヵ国の惨状をドキュメントタッチで追い、同年9月に帰国。10月に90分の記録映画（カラー）としてまとめた。

## 興行
1973年6月20日に東映本社であった製作会見では、タイトルは『飢餓大陸』だったが、すぐに『残酷飢餓大陸』に変更された。また1973年10月に洋画系でロードショー公開を予定し、劇場公開とは別に大都市でチャリティショウを行い、その売上げ金を日本赤十字を通じて救援金とするほか、各映画館に募金箱を置き、救援協力を呼び掛けると発表され、シブチン東映としては異例とも評されたが、劇場公開の実績は不明。